# Токсикологическая химия
Токсикологическая химия — наука, изучающая методы выделения токсических веществ из различных объектов, а также методы обнаружения и количественного определения этих веществ. Это наука, которая разрабатывает новые и совершенствует уже существующие методы определения ядовитых веществ в различных объектах, дает теоретическое обоснование этих методов.

## История токсикологической химии в России
Первые химические исследования в России, имеющие судебно-химический характер, проводились ещё в XV в.
На рубеже XVI—XVII вв. в России был создан Аптекарский приказ, руководивший врачебным и аптекарским делом в России, и в его лабораториях проводились в том числе и судебно-химические исследования.
В 1716 году Воинский устав, изданный Петром I, узаконил судебно-химическую экспертизу, предусматривавшую в том числе вскрытие трупов на экспертизу. В 1797 году были учреждены губернские врачебные управы, в том числе и обеспечивавшие проведение судебно-медицинских исследований. В их штате была должность фармацевта, проводившего химические опыты по обнаружению ядов в частных лабораториях и аптеках.
В 1808 при Московском университете было открыто фармацевтическое отделение, в учебном плане которого был включен предмет «фармация», в курсе чтения которого особое внимание уделялось токсикологии и обнаружению ядов. Такое же отделение открылось при Медико-хирургической Академии в Петербурге. Позднее фармацевтические отделения открылись и в ряде других университетов.
Одним из первых российских учёных, внёсших большой вклад в судебную химию, был врач и фармацевт А. П. Нелюбин (1785—1858), заведовавший кафедрой фармации Медико-хирургической Академии. Он опубликовал труд «Правила для руководства судебного врача при исследовании отравления» в Военно-медицинском журнале в 1824 г. а также руководство «Общая и частная судебно-медицинская и полицейская химия с присовокуплением общей токсикологии или науки о ядах и противоядных средствах».
Профессор А. А. Иовский (1796—1857) читал лекции в Московском университете по общей и аналитической химии, фармакологии и токсикологии. Он был автором около 40 работ по фармации и выпустил книгу «Руководство к распознаванию ядов, противоядий и важнейшему определению первых как в организме, так и вне оного посредством химических средств, названных реактивами».
Профессор Ю. К. Трапп (1814—1908), ученик А. П. Нелюбина, был автором ряда книг по судебной химии, в частности, в 1863 г. опубликовал «Руководство для первых пособий при отравлении и для химического исследования ядов», а в 1877 — книгу «Наставление к судебно-химическому исследованию».
Профессор Дерптского университета Г. Драгендорф (1836—1898) издал учебник «Судебно-химическое обнаружение ядов» и был первым ученым, выделившим из фармации судебную химию как отдельную дисциплину.
Кроме того, ряд важных работ в области судебной химии выполнили такие учёные как Т. Е. Ловиц, Н. Н. Зинин, Д. И. Менделеев и др. Большую роль сыграли также С. П. Дворниченко и А. П. Дианин.
В 1918 г. при Наркомате здравоохранения РСФСР был учреждён отдел медицинской экспертизы. В 1924 г. в Москве была создана центральная судебно-медицинская лаборатория, которая в 1932 г. была преобразована в Государственный научно-исследовательский институт судебной медицины. В 1937 г. при Наркомздраве СССР была введена должность главного судебно-медицинского эксперта.
В 1920 г. на химико-фармацевтическом факультете Второго Московского университета и в Петроградском химико-фармацевтическом институте были созданы первые кафедры судебной химии.
Большую роль в развитии судебной медицины и судебной химии сыграл Научно-исследовательский институт судебной медицины Минздрава СССР, образованный в 1932 г.
В послевоенные годы и по настоящее время во многих институтах и университетах проводились исследования в области судебной медицины, связанные с именами таких учёных, как Н. И. Кромер, Н. А. Валяшко, Т. В. Марченко, А. В. Степанов, М. Д. Швайкова и др.

## Предмет изучения токсикологической химии
Токсикологическая химия имеет целью следующие задачи:
- Разработка и усовершенствование методов извлечения токсических веществ из объектов
- Разработка эффективных методов очистки вытяжек, полученных из объектов химико-токсикологического анализа
- Разработка и внедрение новых чувствительных и специфических химических и физико-химических методов обнаружения и количественного анализа токсических веществ
- Изучение метаболизма токсических веществ в организме и разработка способов анализа метаболитов

Токсикологическая химия имеет приложение в трех основных направлениях:
1. Судебно-химическая экспертиза — установление причины смерти или факта покушения на жизнь, как составная часть судебно-медицинской экспертизы.
2. Клинико-токсикологический анализ — диагностика отравления для выбора метода лечения.
3. Анализ подконтрольных веществ — установление факта присутствия запрещенных или контролируемых веществ.

Кроме этих направлений методология, разрабатываемая в токсикологической химии, применяется в допинг-контроле и экологическом мониторинге.
Классификация ядов, принятая в токсикологической химии.
Для целей химико- токсикологического анализа, используется классификация токсических веществ, основанная на методах их извлечения из анализируемого материала.
Так как методы анализа и извлечения совершенствуются, классификация так же меняется с течением времени. На данный момент яды принято делить на следующие группы:
1. Вещества, изолируемые минерализацией.
2. Вещества, изолируемые переводом в паровую фазу.
3. Вещества, изолируемые водой в сочетании с диализом.
4. Вещества, изолируемые экстракцией и сорбцией.
5. Вещества, требующие специальных методов изолирования.
6. Вещества, не требующие специальных методов изолирования.

Особенности химико-токсикологического анализа:
- Определение веществ в малых (следовых) количествах.
- Определение веществ на фоне  сложного биологического матрикса.
- Разнообразие объектов исследования.
- Биотрансформация яда в организме.
- Необходимость интерпретации результатов анализа.
- Юридическая значимость результатов и нормативно-правовое регулирование экспертизы.
- Необходимость применения экспресс-методов.
- Возможная фальсификация проб.

## Токсикологическая химия и другие дисциплины
Токсикологическую химию относят к фармацевтическим дисциплинам, изучаемым в фармацевтических институтах и на фармацевтических факультетах медицинских институтов. Токсикологическая химия находится в тесной связи с рядом дисциплин:
- Судебная медицина

Результаты химико-токсикологического анализа используются судебными медиками для установления яда, вызвавшего отравление, и причин смерти.
- Фармацевтическая химия

Токсикологическая химия связана с фармакологией, изучающей действие лекарственных препаратов, и токсикологией, которая изучает действие ядов на организм людей и животных. Фармакологические пробы используются в химико-токсикологическом анализе для обнаружения ядов.
- Аналитическая химия

Реакции и методы аналитической химии используются в токсикологической химии для обнаружения и количественного определения ядов.
- Биологическая химия

Токсикологическая химия связана с биологической химией и рядом других дисциплин, которые изучают процессы метаболизма лекарственных веществ и ядов.